# Brizio Giustiniani
Brizio Giustiniani, né en 1713 à Gênes et mort en 1778 à Gênes, est un homme politique italien, 174e doge de Gênes du 31 janvier 1775 au 31 janvier 1777.